# Seka (actriz)
Seka (Radford, Virginia; 15 de abril de 1954) es una actriz pornográfica y directora estadounidense, reconocida como una de las actrices más populares de la industria americana.

## Primeros años
Nacida como Dorothiea Ivonniea Hundle en la ciudad de Radford (Virginia) en 1954, en el seno de una familia con ascendencia irlandesa, se casó con Francis "Frank" Patton en 1972, días después de que cumpliera 18 años. Se separarían antes de que Seka comenzara su carrera pornográfica. Trabajó para la compañía de aluminios Reynolds Metals Company y, más tarde, para una librería de adultos, con cuyo dueño, casado, comenzó a salir.

## Carrera en la industria pornográfica
Mientras trabajaba en la librería, Seka se acostumbró a ver diverso material pornográfico que tenían en la tienda. "Vi a estas mujeres haciendo películas para adultos y sentí que era una representación desagradable de la mujer. Me dije a mí misma que podía hacerlo y hacerlo mejor que eso. Así es como entré en la industria".
Para cumplir su objetivo de ser actriz, Seka se trasladó primero a Las Vegas (Nevada) y luego a Los Ángeles (California), donde empezó a usar uno de sus primeros nombres en la industria, Linda Grasser.
Tras un comienzo que le catapultó a la fama, en 1982 decidió tomarse un descanso para emprender una carrera paralela como estríper y modelo. Más tarde, admitiría que ese parón también tuvo que ver con la epidemia de VIH que apareció en actores y actrices porno en la década de los 80, diciendo que "por eso no quiero hacer más películas, quiero vivir".
A comienzos de los años 1990, Seka regresaba a la industria pornográfica, continuando con su carrera hasta 2007, año en el que finalizaba su carrera tras tres décadas en activo, habiendo grabando más de 370 películas como actriz y otras 2 como directora.
Es miembro de los salones de la fama de los Premios AVN y de los Premios XRCO.